# Yerson Chacón
Yerson Chacón, né le 4 juin 2003 à San Cristóbal au Venezuela, est un footballeur international vénézuélien qui évolue au poste d'ailier droit à l'AEK Larnaca.

## Biographie

### En club
Né à San Cristóbal au Venezuela, Yerson Chacón est formé par le club local du Deportivo Táchira. Il joue son premier match en professionnel à seulement 14 ans, le 14 avril 2018, face au Trujillanos FC. Il entre en jeu et son équipe s'impose par deux buts à zéro.
Chacón inscrit son premier but en professionnel le 26 octobre 2020, face au Monagas SC, en championnat. Il ouvre le score et son équipe s'impose par deux buts à un.
Considéré comme l'un des plus grands talents du pays, et notamment suivi par des clubs de Major League Soccer, Chacón prolonge finalement avec son club formateur en février 2022. Il est alors lié au Deportivo Táchira jusqu'en 2025,.
Le 19 juillet 2024, Yerson Chacón rejoint l'AEK Larnaca sous la forme d'un prêt d'une saison avec option d'achat.

### En sélection
Yerson Chacón est convoqué pour la première fois avec l'équipe nationale du Venezuela en janvier 2022 par le sélectionneur José Pékerman. Il honore sa première sélection le 28 janvier 2022 contre la Bolivie, lors d'une rencontre des éliminatoires pour la coupe du monde 2022. Il entre en jeu à la place de José Andrés Martínez (en) et son équipe s'impose par quatre buts à un,,.

### Style de jeu
Yerson Chacón est un Ailier droit de formation, droitier, qui peut aussi jouer sur l'aile gauche ou même au centre. Si sa petite taille (1m66) ne lui permet pas de s'imposer dans le domaine aérien, il est en revanche difficile à arrêter en pleine course et profite de son aisance dans sa conduite de balle pour perforer les défenses. Il est également doté d'une frappe puissante qui lui permet de marquer sur des tirs de loin.